# Ameriflight
Ameriflight ist eine US-amerikanische Frachtfluggesellschaft mit Sitz in Burbank.

## Geschichte
Ameriflight wurde 1968 gegründet.
Im Mai 2014 gab Ameriflight bekannt ihren Sitz, ihren Heimatflughafen und den Wartungsbetrieb vom Flughafen Burbank an den Dallas/Fort Worth International Flughafen zu verlegen.
Im Dezember 2014 übernahm Ameriflight die seit 1929 bestehende Wiggins Airways, die ihren Sitz auf dem Manchester-Boston Regional Airport hatte.

## Flugziele
Ameriflight bedient von ihren 15 Basen aus Ziele in Nordamerika, Mexiko sowie der Karibik.

## Flotte

### Aktuelle Flotte

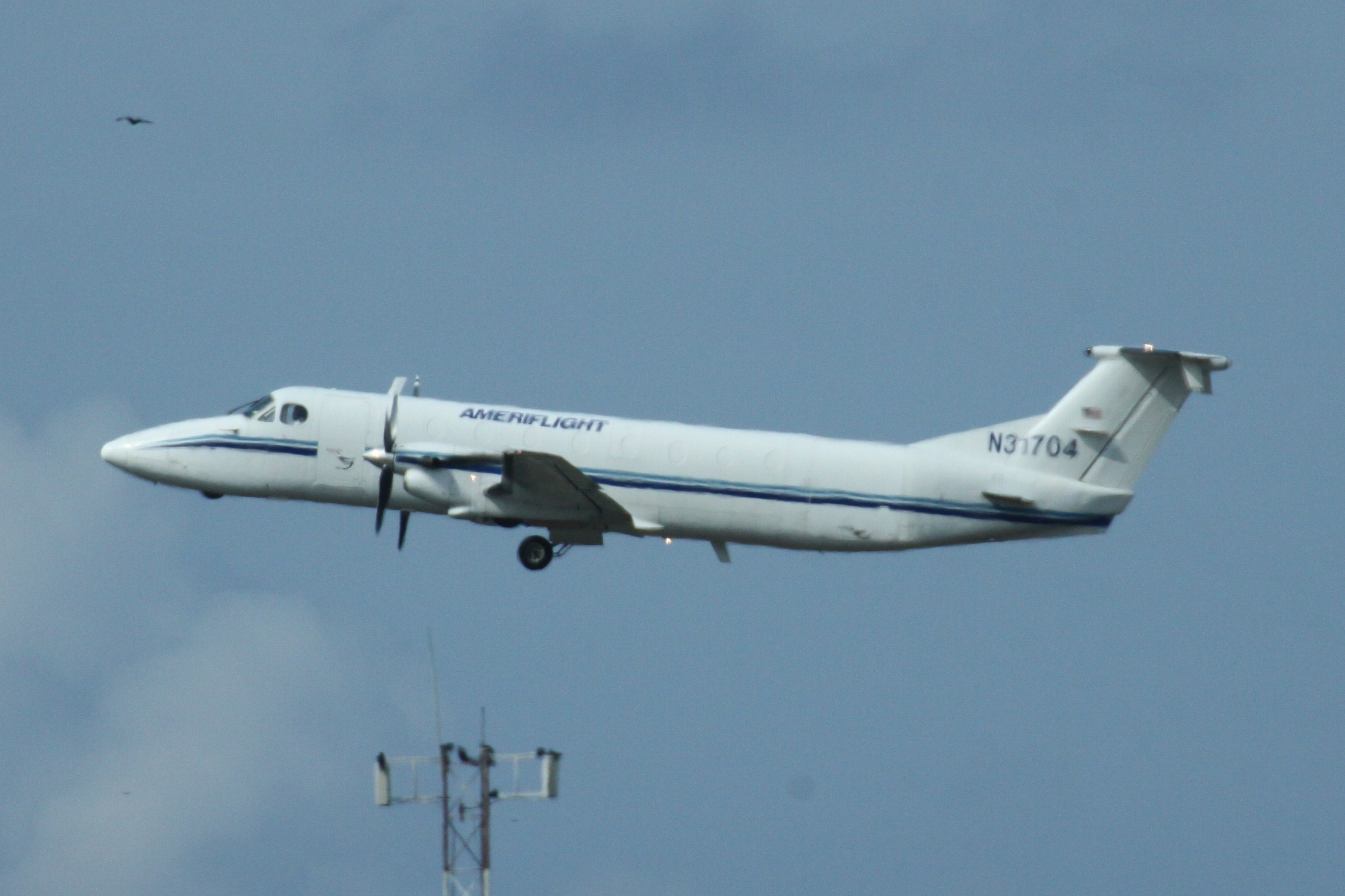
Beechcraft 1900F der Ameriflight

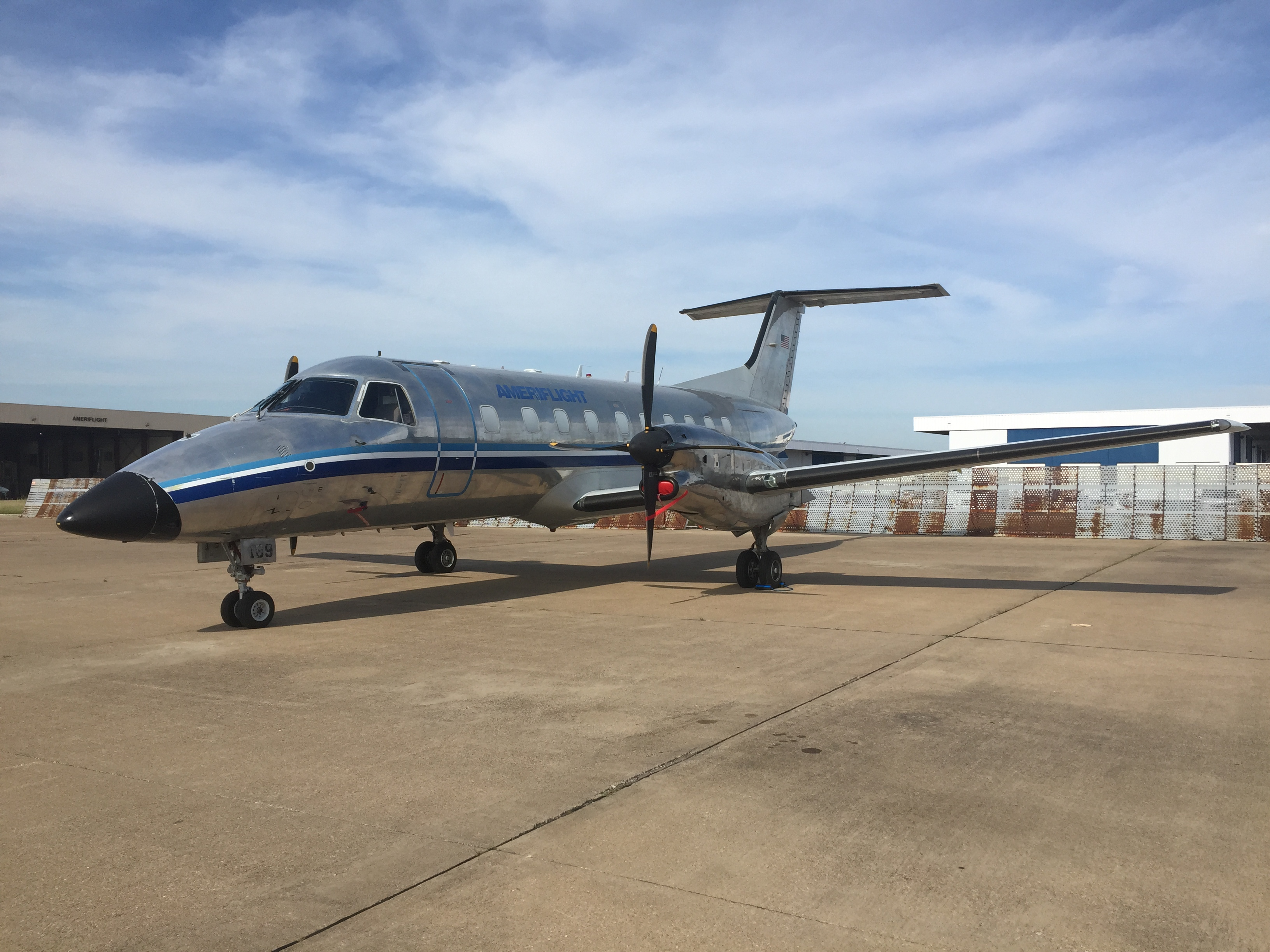
Embraer EMB 120 der Ameriflight

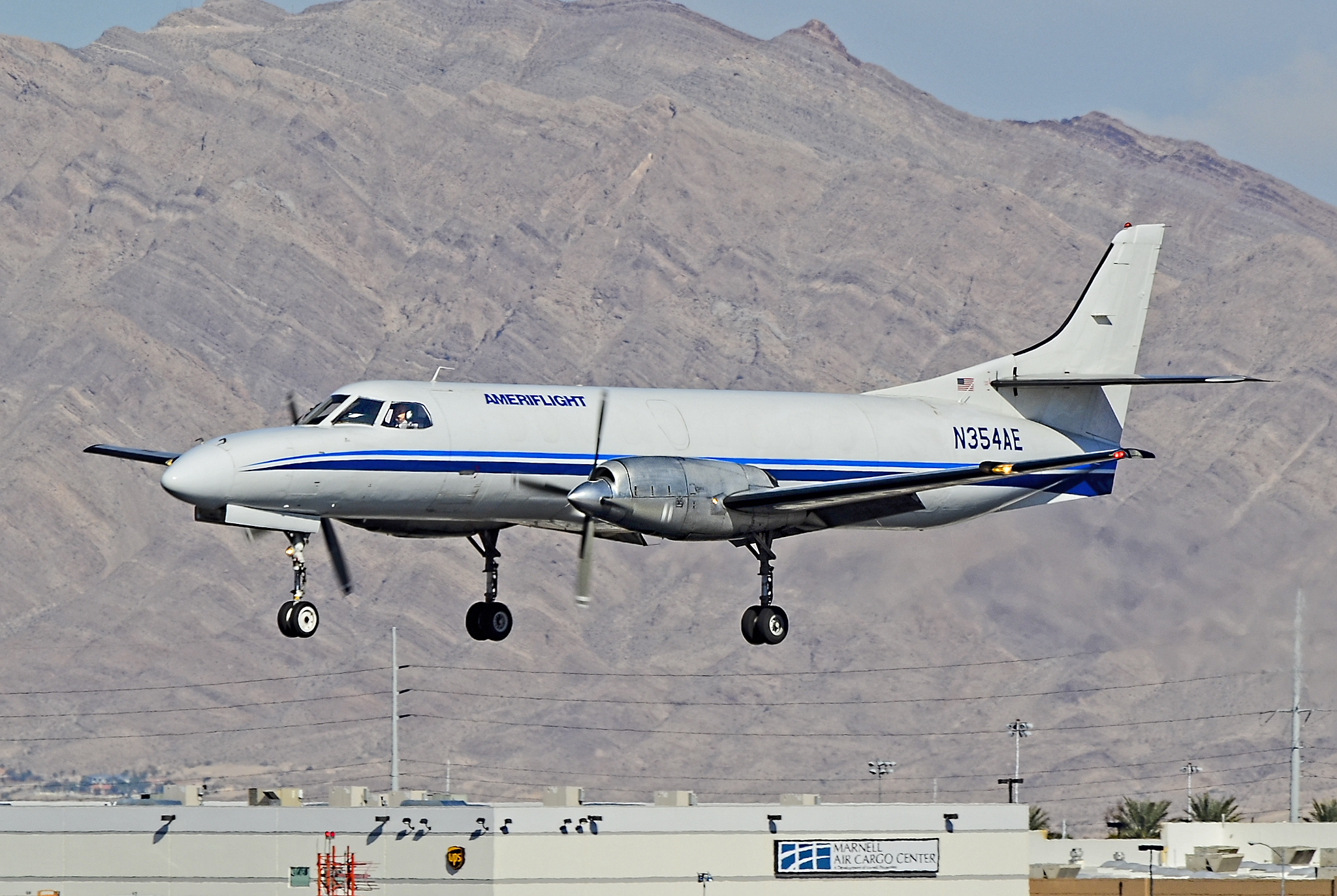
Fairchild Swearingen Metro der Ameriflight

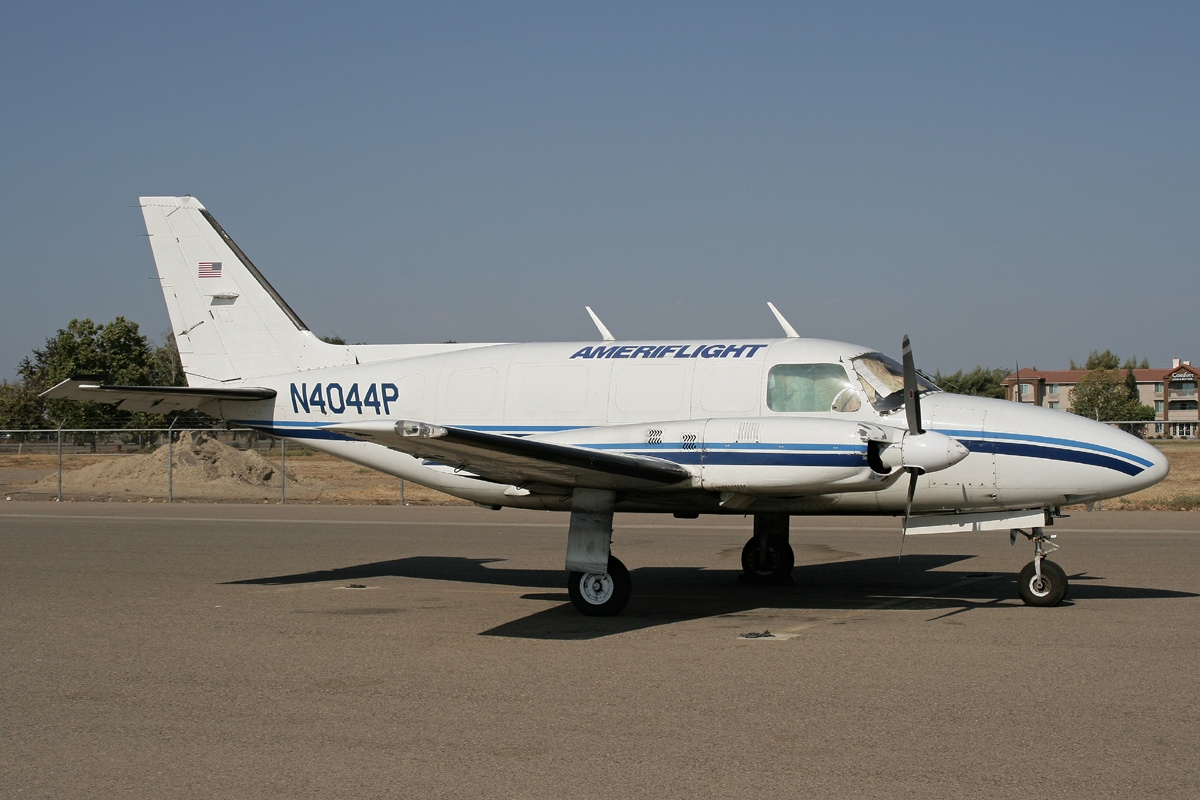
Piper PA-31-350 Navajo Chieftain der Ameriflight, 2008

Mit Stand Juni 2023 besteht die Flotte der Ameriflight aus 139 Frachtflugzeugen:
| Flugzeugtyp                          | Anzahl | bestellt | Anmerkungen |
| ------------------------------------ | ------ | -------- | ----------- |
| Beechcraft 99                        | 053    |          |             |
| Beechcraft 1900                      | 026    |          |             |
| Embraer EMB 120                      | 014    |          |             |
| Fairchild Swearingen Metro/Expediter | 031    |          |             |
| Saab 340                             | 015    |          |             |
| Gesamt                               | 139    | -        |             |

### Ehemalige Flugzeugtypen
In der Vergangenheit setzte Ameriflight unter anderem folgenden Flugzeugtypen ein:
- Cessna 208 Caravan
- Cessna 401
- Cessna 402
- de Havilland Canada DHC-6 Twin Otter
- Learjet 35
- Piper PA-31-350 Navajo Chieftain
- Piper PA-32 Saratoga

## Zwischenfälle
- Am 12. Februar 1999 verunglückte eine Frachtmaschine des Typs Beechcraft C99 (Luftfahrzeugkennzeichen N205RA) der Ameriflight während eines Fluges vom Tonopah Airport in Nevada zum Eastern Sierra Regional Airport in Kalifornien, wobei der einzige an Bord anwesende Pilot starb. Die Maschine wurde 18 Kilometer vor dem Zielflughafen in einen Berg geflogen. Die Unfalluntersuchung legt den Verdacht nahe, dass die Maschine verunglückte, weil der einzige anwesende Pilot im Flug Landschaftsaufnahmen machte und von seiner Aufgabe abgelenkt war, die Maschine zu fliegen (siehe auch Flugunfall der Ameriflight im Februar 1999).[6]